# Gabriel Sopeña
Gabriel Sopeña Genzor (Zaragoza, España, 9 de agosto de 1962) es un poeta, doctor en Filosofía y Letras, profesor universitario, músico y compositor español. Ha grabado con diversas bandas y ofrecido numerosas actuaciones en Europa y América.

## Inicios como músico. Primeras bandas

### 1979-1992
Nació en el zaragozano barrio de Casablanca y comenzó su andadura como compositor y músico en 1977, con el dúo Ático Negro, junto a José Luis Martín (hoy guionista de cine y televisión y novelista). Su carrera discográfica comenzó en el año 1983, en el disco homónimo del grupo Golden Zippers, primer proyecto con su íntimo amigo de la infancia, Mauricio Aznar, con quien colaboró permanentemente como compositor y músico: en todos sus discos con el grupo Más Birras, que Aznar lideró, y posteriormente hasta la muerte de este en 2000. Desde el año 1979, Sopeña había liderado otra de las bandas pioneras del rock aragonés: Ferrobós, formada por Jesús Trasobares (guitarra y segunda voz), Eduardo Jimeno (bajo), Sergio García (batería) y el propio Sopeña (guitarra y voz). En 1980 ganaron el Primer (y único) Concurso de Rock Ciudad de Zaragoza; y participaron en la Muestra de pop, rock y otros rollos, de 1984, evento decisivo de la transición cultural en Aragón. Con una intensa actividad en directo y diversas colaboraciones en discos recopilatorios, el grupo grabó su único trabajo en solitario Círculo de fuego, con Grabaciones Interferencias, en 1988.
Tras la disolución de Ferrobós en 1989, Gabriel Sopeña y Jesús Trasobares (guitarra, voces), acompañados por José Antonio Coronas (bajo y voces), Gavilán Hernández (batería y voces) y Manolo Enguita (saxo y percusión), crean El Frente. En 1991, con la compañía donostiarra Es3, y con producción de Iñaki Altolaguirre, publican Otro lugar bajo el sol,  con los temas "Otro lugar bajo el sol/Toque de queda", como disco sencillo de promoción; y un videoclip del tema "Un corazón como tú" (con versión en euskera - "Bihotz bat"- del grupo Arkaitz), dirígido por Ángel Gonzalvo Vallespí. En 1992, con la misma compañía y productor, se editó Barcos, su segundo y último trabajo, que tuvo como single  "Volver a caer por amor" y cuyo video fue dirigido por el director donostiarra Aitor Zabaleta.
A pesar de las excelentes críticas a sus discos y sus directos -con dos amplias giras nacionales-, Gabriel Sopeña disolvió el grupo e inició su carrera en solitario.

## Carrera individual (1993-actualidad)

### Discos en solitario
Tras sus dos primeras visitas a Iberoamérica, en 1994 y 1996, donde ofreció una celebrada serie de conciertos, Sopeña editó su primer disco en solitario, 1000 km. de sueños (Picap, 1997), producido por Jordi Pegenaute, que fue acompañado de una gira por España.
En el año 2017, publicó su segundo disco, Sangre Sierra,con la  producción de Josu García: 12 canciones que alternan temas nuevos y  relecturas de sus legendarias "Cass", "Apuesta por el rocanrol" o la adaptación de "Yo y Bobby McGee", de Kris Kristoffersson.
Tras la edición de La vida es de los que arriesgan junto a Loquillo (2023), y el cierre de su gira Cantar 40 -conmemorando sus cuarenta años en la música-, el 9 de mayo de 2024 fue editado Desiertos, con la dirección musical de Guillermo Mata. El disco, tras el recuento de 50.000 votos populares, fue el más votado como primer candidato a mejor disco para los Premios de la Música aragonesa en 2025; y, tras voto del jurado, optó a cuatro nominaciones: mejor solista, mejor disco, mejor canción en lengua autóctona y mejor producción.
En los Premios de la Música Aragonesa, celebrados en el Teatro Marín de Teruel el 22 de marzo de 2025, ganó dos de los cuatro galardones a los que optaba: mejor producción -por su disco Desiertos- y mejor solista.

### Musicalizador de poemas. Compositor
Entre 1997 y 2016, y hasta hoy, resulta especialmente relevante su constante trabajo como adaptador y musicalizador de poesía. 

#### Con Loquillo
Con José María Sanz, Loquillo, editó los discos La vida por delante (1994, disco de oro en 1996, reeditado el 7 de junio de 2011) y Con Elegancia (1998), con adaptaciones y música sobre poemas, entre otros, de Pablo Neruda, Octavio Paz, Jaime Gil de Biedma, Cesare Pavese o Jorge Luis Borges. Ambas empresas fueron avaladas por sendas giras nacionales.
Posteriormente, El disco libro con poemas de Luis Alberto de Cuenca, Su nombre era el de todas las mujeres, en 2011. En 2020, en plena pandemia, Sopeña y Loquillo (a la voz solista) realizaron una gira nacional con formato mínimo (Gabriel Sopeña: guitarras, piano, mandolina, armónica y voz solista; Josu García: dirección musical, guitarras, armónica y voces; Alfonso Alcalá: contrabajo y voces; Laurent Castagnet, batería), que llegó a ser definida como "memorable" por parte de la crítica. Como resultado, el disco en vivo -con tomas directas, sin pistas- La vida es de los que arriesgan (2023). Entre 2019 y 2023, Sopeña escogió, adaptó y musicalizó poemas del libro Europa, del poeta Julio Martínez Mesanza -Premio Nacional de Literatura en 2017- que, con dirección musical de Josu García, fue editado el 14 de marzo de 2025.

#### Proyectos corales
Son  destacables sus proyectos colectivos, bajo su dirección, siempre sobre la base de poemas musicalizados. Entre ellos: 
- Universo en ciernes (El Europeo, 1995, con poemas de Mari Pau Domínguez y participación de Luis Eduardo Aute, Ana Belén, Aurora Beltrán, Carmen Linares, Miguel Ríos o Pedro Guerra).
- Orillas (1999, con poemas de trece poetas hispanas) y Una ciudad para la paz (2000) –que incluía versos de Vázquez Montalbán o Gioconda Belli-, ambos con la participación de Carmen París, María José Hernández, Ludmila Mercerón,[21] María Pérez Collados[22]y Elena Rubio y de una constelación de músicos de todos los continentes.
- Cuando tú me leas (2006), con adaptación de los poemas de Miguel Labordeta.
- El disco colectivo De azúcar y viento (2007), donde colabora con la cantante nicaragüense Norma Helena Gadea, entre otros  artistas.
- Estaciones (2010), basado en el ciclo del año, con poemas de Fernando de Meer, Juan Mari Montes[23] y Anabel Torres; e interpretado por artistas de diferentes ámbitos, como el futbolista Pablo César Aimar, el actor Alfonso Palomares, el trovador Ariel Prat, o la estrella eslovaca Lucía Šoralovà.
- Cancionero Libertario (2010), disco libro que recupera y actualiza  canciones anarquistas de Europa y América, con textos de Julián Casanova y Plácido Serrano y la participación de la Banda de Música de la DPZ, B Vocal, Carlos Malicia, Carlos y Hernán Filippini, Philip MacConnell o Joaquín Carbonell, entre otros.
- El grupo de folk  Olga y los Ministriles publicó, en 2014, Es a veces amar, con once canciones musicadas por Gabriel Sopeña, exclusivamente sobre poemas de autores aragoneses.[24]

#### Colaboraciones con otros artistas
Numerosos artistas han dado voz a su repertorio en España (Amistades peligrosas, María del Mar Bonet, Enrique Bunbury, Manolo García, Javier Gurruchaga, Héroes del Silencio, José Antonio Labordeta, Loquillo, o Los Rebeldes, entre otros), habiendo colaborado igualmente con destacados intérpretes internacionales, como Jackson Browne, Boz Scaggs, Hugh Cornwell, Ondřej Soukup, Bonnie Raitt, Maria Creuza, Ariel Prat, Norma Helena Gadea o  Lucía Šoralovà, por ejemplo.  

### Obras de teatro, bandas sonoras.
Con libreto de José Sanchis Sinisterra, Sopeña puso música a la tragicomedia musical Misiles Melódicos (2005).    
Suya es  la adaptación de la ópera Juana de Arco, de los compositores checos Ondřej Soukup y Gabriela Osvaldová (2006); y la banda sonora de Leonce y Lena, de Georg Büchner, dirigida por David Amitin (2005).    
Ha compuesto sintonías (de su autoría fue la de la emisora pública Aragón Radio, desde su inicio en 2005 hasta 2024); música para documentales (Memoria del Cine, de Ángel Gonzalvo, 2001; Mujeres en pie de guerra, de Susana Koska, 2004; o Réquiem nuclear, de Sonia Llera, 2014); y cortometrajes (por ejemplo: Calvos anónimos, de Ángel Gonzalvo, 1998; o Colores, de Kike Mora, 2003, reeditado en 2010).   

### Cine
Su colaboración para el cine comenzó con la serie de dibujos animados Cutlas (emitido desde 1990 por Canal+, Canal 9, Paramount Comedy, Cartoon Network y Locomotion), dirigida por Calpurnio, donde compuso -junto a Mauricio Aznar- la música del capítulo 8: Cutlas: El Buey Negro (melodrama mejicano).
En 2021, Pilar Palomero utilizó la canción de Aznar-Sopeña "Apuesta por el rocanrol" como tema principal de su largometraje Las niñas, Premio Goya a la mejor película de 2020.
El 16 de marzo de 2024, Sonia Llera estrenó su largometraje documental Cuarenta años no es nada, creado con motivo de la celebración de los 40 años sobre los escenarios de Gabriel Sopeña. El emocionante concierto que inauguró la gira Cantar 40, en el Teatro Principal de Zaragoza, es el hilo narrativo que, a través de la mirada de la directora, documenta los grandes cambios producidos en Aragón y en España en las últimas cuatro décadas.
El 25 de septiembre de 2023 fue presentada en el Festival de Cine de San Sebastián La estrella azul, opera prima del director Javier Macipe, inspirada en la vida y obra de Mauricio Aznar. Gabriel Sopeña -que realiza un cameo, en calidad de mejor amigo de Aznar- colaboró estrechamente con el director; y participa en parte de las canciones de la película, que ha recibido hasta el momento numerosos premios y un entusiasmo unánime de crítica y público: preseleccionada por la Academia de Cine, para representar a España en los Oscar de Hollywood 2025; candidata a ocho Premios Goya en la edicición de 2025, de los que ganó dos: Mejor director novel, para Javier Macipe, y Mejor Actor Revelación, para Pepe Lorente; y ganó ocho Premios Simón en 2025, de los nueve a los que optaba.

## Poesía

### Colecciones primerizas, autoediciones
- 1981. Aliento sin licencia, Zaragoza, Tabernaria.
- 1982. Arras de Luzbel, Zaragoza, Tabernaria.
- 1989. Compendio de alardes, Zaragoza, Tabernaria.

### Poemarios
- Su primer editor, en la mítica revista Andalán, fue su profesor de filosofía y amigo personal José Luis Rodríguez García: Sortilegio del ruido (1984).

- La Noche del Becerro (Olifante, 1995)
- El Cantar de los destierros (Prames, 2000)
- Buen tiempo para el deshielo (Lola editorial, 2003)
- Máquina Fósil (Olifante, 2011)[30]
- Gabriel Sopeña: antología de canciones (1984-2000) (Planeta Clandestino, 2019).[31]
- En 2023, celebrando sus cuarenta años como escritor y músico -y coincidiendo con su gira musical homónima- publicó su libro Cantar 40. Cancionero completo 1983-2023 (Pregunta, 2023), con un extenso estudio de su obra poética y musical a cargo del escritor y profesor Octavio Gómez-Milián.
- El 13 de mayo de 2025 presentó en el Patio de la Infanta de Zaragoza Dame una noche (Bala Perdida).

### Inclusión en antologías
- 2002. Viento de cine, edición a cargo de José María Conget, Hiperión.
- 2007. Los Chicos están bien, edición a cargo de Manuel Vilas, Olifante.
- 2010. La luz escondida (Una poética de los ángeles), edición a cargo de José Antonio Conde y Raúl Herrero, Golpe de dados.
- 2014. Luis Alberto de Cuenca. Todas las canciones, edición de Julio César Galán, Visor.
- 2016. Parnaso 2.0, DGA.
- 2016. “Gabriel: el ángel mensajero o la fuerza de Dios”, en La voz cantante. Loquillo, Renacimiento, pp. 51-65 y passim.
- 2017. Amantes. 88 poetas aragoneses, edición a cargo de Manuel Martínez Forega, Olifante.
- 2019. Canciones completas (1980-2008). Luis Alberto de Cuenca, edición crítica y prólogo de Carlos Iglesias Díez, Los versos de Cordelia.

## Programas de televisión
En el año 2008 fue presentador y coguionista de la serie documental Música y Patrimonio, en doce capítulos, primera rodada en HD para Aragón Televisión, dirigida por Víctor Baena y emitida largamente por la cadena pública.
Desde 2017 hasta 2019 dirigió el programa cultural Canal Saturno, con periodicidad semanal, en la misma cadena, que se convirtió en un programa de referencia; y realizó los especiales Huellas de..., centrados en grandes figuras de la cultura aragonesa.

## Discografía

### En solitario
- 1997: 1000 Km. de sueños, Picap.
- 2017: SangreSierra, Warner.
- 2024: Desiertos, Musickly/Beatclub Music.

### Con Ferrobós
- 1987: Monegros (recopilatorio), 21 Records.
- 1987: Sangre española (recopilatorio), Cara 2.
- 1988: Círculo de fuego, Grabaciones Interferencias.
- 1988: Río Abajo- Pon fuego en mis manos (canción extra), Grabaciones Interferencias.

### Con El Frente
- 1991: Otro lugar bajo el sol, Es3 Records.
- 1992: Barcos, Es3 Records.

### Con Más Birras
- 1987: Al Este del Moncayo, Grabaciones Interferencias.
- 1988: Otra Ronda, Grabaciones Interferencias.
- 1991: La última traición, Grabaciones Interferencias.
- 1992: Tierra quemada, Pasión.
- 2002: Más Birras: 1987-1991 (recopilatorio), Stop.
- 2016: Maldita sea mi suerte (recopilatorio integral), Universal.
- 2023: Otra ronda. Edición especial 35 aniversario, Club de amigos del Disco, 2023.

### Con Loquillo
- 1994: La vida por delante. 12 poemas musicados por Gabriel Sopeña (EMI)
- 1998: Con elegancia. 12 poemas musicados por Gabriel Sopeña (PICAP)
- 2005: Mujeres en pie de guerra  (BSO del documental homónimo), DRO Atlantic.
- 2011: Su nombre era el de todas la mujeres (con poemas de Luis Alberto de Cuenca, musicados por Gabriel Sopeña), Warner .
- 2023: Loquillo y Gabriel Sopeña. La vida es de los que arriesgan, disco doble en directo, Warner .
- 2024: Transgresiones - Antología poética 1994-2024, 27 canciones con participación de Gabriel Sopeña. Warner .
- 2025. Europa. Nueve poemas de Julio Martínez Mesanza musicados por Gabriel Sopeña. Warner

### Proyectos corales como compositor
- 1995: Universo en ciernes (con poemas de Mari Pau Domínguez), El Europeo.
- 1999: Orillas (con poemas de trece poetisas hispanas), Prames.
- 2000: Una ciudad para La Paz, Picap
- 2006: Cuando tú me leas (con poemas de Miguel Labordeta), Prames.
- 2007: De azúcar y viento, Prames.
- 2010: Estaciones, Delicias Discográficas.
- 2010: Cancionero Libertario, Prames.
- 2014: Es a veces amar (once canciones musicadas por Gabriel Sopeña sobre poemas de autores aragoneses), interpretado por Olga Y los Ministriles, Delicias discográficas.

### Selección de algunas colaboraciones relevantes (compositor, productor, artista).

#### Con Ariel Prat
- 2006, Luna del Pilar, Delicias discográficas (reedición digital en 2021).

#### Con Boz Scaggs
- 1994: Some Change, Virgin.

#### Con Bunbury
- 2016: Duetos, Warner.
- 2024: El viaje a ninguna parte (reedición de lujo 25 años), Warner. Prólogo a la edición.

#### Con El Bosque
- 1994: El Bosque, Kikos.

#### Con Golden Zippers
- 1983: Golden Zippers (single), Cara 2. (reedición, con un tema extra, en 2024, Club de amigos del Disco).

#### Con Jackson Browne
- 1998: Sing my songs to me (Cántame mis canciones), Column.

#### Con Javier Gurruchaga y Orquesta Mondragón
- 2022 No dispares más, Búho producciones.

#### Con Joan Manuel Serrat
- 1995. Serrat: eres único, BMG-ARIOLA.

#### Con Jordi Pegenaute
- 2022: Sis cordes y una maleta, Música Dispersa.

#### Con José Antonio Labordeta
- 1997: Paisajes, PDI.
- 1999: Labordeta, nueva visión, Prames.
- 2001: Con la voz a cuestas, Prames.

#### Con Loquillo y Trogloditas
- 1991: Hombres, Hispavox.
- 1993: Mientras respiremos, Hispavox.
- 1996: Tiempos asesinos, Hispavox.
- 1997: Compañeros de viaje (doble directo), EMI-Hispavox.
- 2000: Cuero español, EMI-Odeón.
- 2001: Feo, fuerte y formal, Konga Music/Blanco Y Negro Music.
- 2004: Arte y ensayo, DRO East West.
- 2006: Hermanos de sangre (doble directo + DVD), DRO Atlantic.

#### Con Loquillo
- 1999: Nueve tragos, Zanfonia.
- 2008: Balmoral, Warner.
- 2015: Viento del Este, Warner.
- 2019: El Último Clásico, Warner.
- 2022. Diario de una tregua, Dro East West

#### Con Los Rebeldes
- 1992: La Rosa y La Cruz, Sony.

#### Con Lucia Šoralovà
- 2005: Púst, Warner Chequia

#### Con Manolo García
- 2006: Básicamente 40, Cadena 40 Principales.

#### Con María del Mar Bonet
- 2007: Terra secreta Picap.

#### Con Maria Creuza
- 1999: La mitad del mundo/ A medade do mondo, Zanfonia

## Otras referencias
- Como gestor cultural -aparte de su desempeño oficial como Vicedecano de Cultura y Proyección social en su Facultad, durante dos mandatos, entre los años 2012-2020-, fue director y coordinador del gran homenaje rendido a su hermano artístico, Mauricio Aznar, el 19 de enero de 2001, celebrado en la Sala Multiusos del Auditorio de Zaragoza, auspiciado por el Ayuntamiento de Zaragoza -que dedicó una calle y un busto al fallecido músico-, grabado y emitido por TVE2.[34] Igualmente, Sopeña se ocupó de la dirección y coordinación del gran homenaje a Joaquín Carbonell, Carbonell, amigo, celebrado en la Sala Mozart del Auditorio de Zaragoza, auspiciado por el Gobierno de Aragón de Zaragoza, con la participación del Excmo. Ayuntamiento de la ciudad, grabado y emitido por Aragón TV; y editado -junto con el libro homónimo- en un DVD documental dirigido por Sonia Llera.[35]
- Junto al Doctor Eliseo Serrano, impulsó la candidatura de Joan Manuel Serrat y le apadrinó como doctor honoris causa por la Universidad de Zaragoza.[36]
- Fue invitado especial del Lincoln Center for the Performing Arts de Nueva York, en el que ofreció seis recitales en 2001, dentro de su ciclo Out of Doors.[37]
- En 2022 recibió el galardón extraordinario, conmemorativo de toda su trayectoria, en los Premios de la Música Aragonesa.[38]
- En 2023 celebró sus cuarenta años sobre los escenarios, con la gira -que inauguró en un recital en el Teatro Principal de Zaragoza;[39] y el libro Cantar 40, recibiendo el galardón Artes y Letras de la música por parte de Heraldo de Aragón.[40]
- Gabriel Sopeña ha cantado y realizado adaptaciones desde varias lenguas, sobre todo inglés y francés (idiomas que habla con corrección).[41] Así, por ejemplo, ha interpretado el tema de Woody Guthrie "Deportees",[42] el tradicional "The Preacher and the Slave" (Junto a Phillip MacConnell y Cooperativa Aragonesa de Bluegrass);[43] o el de Joan Baez / Ennio Morricone "Ballad of Sacco & Vanzetti".[44] Desde el francés, destaca su adaptación de "Con elegancia" ("Avec élégance"), un poema inédito de Jacques Brel que Thérèse Michielsen, la viuda del genio belga, le permitió adaptar y musicalizar únicamente a él.[45] También ha trabajado con la lengua italiana: adaptó "I gatti lo sapranno" ("Los gatos lo sabrán"), de Cesare Pavese;[46] y, junto a Luciana Collu, editó la obra de la poeta veneciana Iside Zecchini en un volumen titulado l´Ospite (El huésped).[47] Si bien no ha grabado todavía en catalán, ha musicalizado a la artista aragonesa catalanoparlante Teresa Jassà [48] y procura utilizar sistemáticamente este idioma en sus conciertos y entrevistas en Cataluña.[49][50]
- Sopeña ha compuesto y cantado habitualmente sobre versos en lengua aragonesa: así Direzional (poema de Eduardo Vicente de Vera, Zaragoza, 1952, en Una ciudad para la paz, 2000, cantada por Mauricio Aznar); pero sobre todo, es destacable su constante colaboración con Ánchel Conte, hasta su muerte: así Mai; L´Albada de l´ababol (2014, cantada por Olga y los Ministriles, texto de Sopeña y adaptación de Conte) Morir de piel (Cantada por Sopeña, con adaptación de Conte, 2024) y Arribará (2025), uno de los últimos poemas escritos por el poeta de Alcolea de Cinca.

## Breve selección de bibliografía y estudios sobre su obra (por orden cronológico descendente)
- 2023.  GÓMEZ MILIÁN, Octavio, “Introducción. Algunas palabras sobre la vida y la obra de Gabriel Sopeña”, en Cantar 40. Cancionero completo (1983-2023), Pregunta Editorial, pp. 23-92.
- 2022. CABRERIZO, Felipe, Loquillo. Biografía oficial, Penguin Books.
- 2022. ESPLUGA TRENC, José, Nacidos para apostar. Gabriel Sopeña y la larga travesía del rock aragonés
- 2020. GASCÓN, David, Conversaciones: David Gascón y Gabriel Sopeña (16-10-2020), Redacción Club Cámara, Cámara de Comercio de Zaragoza.
- 2020. GARCÍA GIL, Luis, “La poesía es un arma cargada de electricidad”, en Cuadernos Efe Eme, número 25, pp. 41-55.
- 2020. ESPARZA, Javier, Balmoral, Efe Eme.
- 2019. CABEZÓN, Enrique, “Play it again, Sam”, Prologo a Antología de canciones 1983-2000, Planeta Clandestino, pp. 5- 9.
- 2015. PEÑA, Justo, CRISTÓBAL Ignacio y ROJAS Ramón (eds.), Perdidos en los 80, Heraldo de Aragón.
- 2014. “Arquitecto del viento”, en Poetas del Cierzo y del Ebro, largometraje de Sonia Llera. Estrenado el 14 de febrero, en el marco de la exposición Cierzo, el viento del Ebro en el Centro Ambiental del Ebro.
- 2012. TRIPULANTE KOWALSKY, “Ferrobós. Círculo de fuego”, en Música para migrantes interestelares.
- 2012. GONZÁLEZ LUCINI, Fernando, “Mil Kilómetros de sueños y una obra musical extraordinaria”
- 2012. GONZÁLEZ LUCINI, Fernando, “Cantar como quien respira: Gabriel Sopeña”
- 2012: GARCÍA, Jordi y PÉREZ, Miguel, Loquillo. Rock & Roll Star. Biografía, Martínez Roca.
- 2011. GARCÍA, Lauren, “El firme verso desprendido de Gabriel Sopeña”, Asociación de Escritores de Asturias.
- 2010. BARREIRO, Javier, Diccionario de Autores Aragoneses Contemporáneos (1885-2005), DPZ.
- 2010. PUCHADES, Joan, Loquillo. Rock & Roll Star. 30 años. 1980/2010, Warner.
- 2009. LORENTE MUÑOZ, Pablo, “Breve panorama de la poesía actual en Aragón”, Imán, Revista de la Asociación Aragonesa de Escritores, 1, pp. 36-46.
- 2009. JORDÁN, Lauren, Rockers. Desterrados de La Movida, Milenio.
- 2007. GONZÁLEZ LUCINI, Fernando, Y la Palabra se hizo música. La canción de autor en España, SGAE, 3 vols.
- 2007. GUERRERO, Manu, Gabriel Sopeña, un humanista del siglo XXI.
- 2006. SERRANO, Plácido, “Café con Gabriel Sopeña”, La Magia de Viajar, 10, Heraldo de Aragón.
- 2006. PÉREZ MORTE, Antonio, “Gabriel Sopeña. Entre canciones y poemas”, Qriterio aragonés, 58, pp. 23-27.
- 2006. “Con Voz propia: Gabriel Sopeña”, en Criaturas Saturnianas (Asociación aragonesa de escritores), 5, pp. 83-94.
- 2004. LOSILLA MASTRAL, Javier, ¿Sueñan los joteros con guitarras eléctricas? Una crónica de las músicas urbanas en Aragón, Gobierno de Aragón.
- 2003. URIBE COBO, Matías, Polvo, niebla, viento y rock, Cuatro décadas de música popular en Aragón, Biblioteca Aragonesa de Cultura,
- 2002. MENA, Miguel y VERGARA, Ángel, Música pop/ Música Rock, Rolde de Estudios aragoneses.
- 2002. GARCÍA LANDA, José Ángel, A Bibliography of Literary Theory, Criticism and Philology, Universidad de Zaragoza.
- 2000. BÉRNIZ, Pascual, “Una voz apasionada”, Diario de Teruel, 23 de abril de 2000.
- 2000. GUINDA, Ángel, “Epopeya de amor”, prólogo a El Cantar de los Destierros, Prames.
- 2000. MONSERRAT, Concha, “El equilibrio de la diferencia”, en Una  ciudad para la paz, Prames, 78-82.
- 1999. PÉREZ MORTE, Antonio, “Gabriel Sopeña, artista global”, Trébede aragonés de Análisis, Opinión y cultura, 32, pp. 24-33.
- 1999. ORÚS Desirèe (con prólogo de PÉREZ-LIZANO Forns, Manuel), El papel todo lo aguanta. 3. Papel con sonido, Museo Pablo Serrano.
- 1998. CASTRO, Antón, “Gabriel Sopeña”, en Orillas: trece poemas de mujeres hispanas, Prames
- 1998. TURTÓS, Jordi y BONET, Magda, Cantautores de España, Celeste Ediciones.
- 1997-1998. DOMÍNGUEZ COLL, Pedro Elías y MENA, Miguel, “1972-1997: veinticinco años de pop-rock en Aragón”, Rolde. Revista de cultura aragonesa, Año 22, nº 82-83, pp. 130-141.
- 1996. BLASCO ADÉ, Juan José (prólogo) y LOSILLA MARZAL, Javier (solapa), La Noche del Becerro, Olifante, Zaragoza.
- 1996. ESTEVAN, Manuel, “Doctorado en canción. La Noche del Becerro”, Heraldo de Aragón, 29 de febrero de 1996.
- 1995. ORDOVÁS, Miguel Ángel, “Cuando el poeta no es fingidor”, El Periódico de Aragón, jueves, 21 de septiembre, p. 46.
- 1981-2003. Gran Enciclopedia Aragonesa, Apéndice IV, Sub voces: Gabriel Sopeña/Mauricio Aznar/Cantautor/ Pop-rock.
- 1984. RODRÍGUEZ GARCÍA, José Luis, “Prólogo” a Sortilegio del ruido, Andalán, 416, pp. 23-30.